# کومستان
کومستان (به انگلیسی: Coumestan) یک ترکیب شیمیایی با شناسه پاب‌کم ۶۳۸۳۰۹ است. که جرم مولی آن ۲۳۶٫۲۲ g/mol می‌باشد. 

## نگارخانه

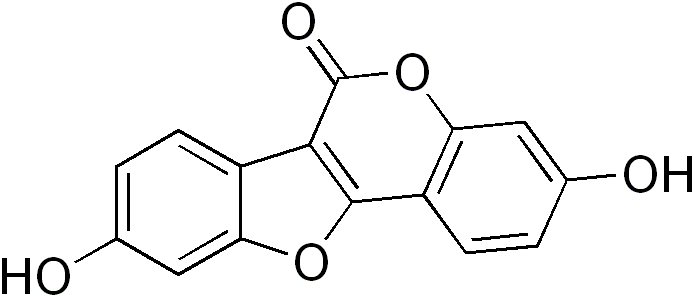
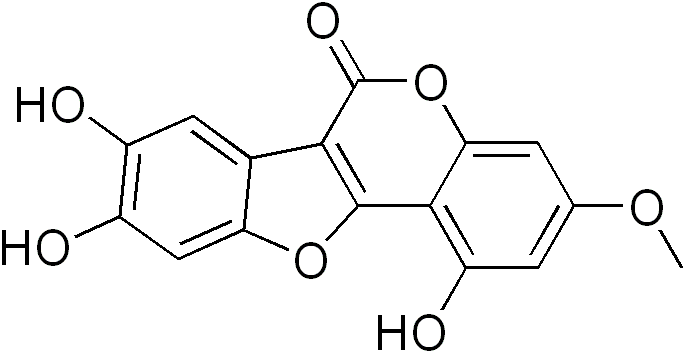
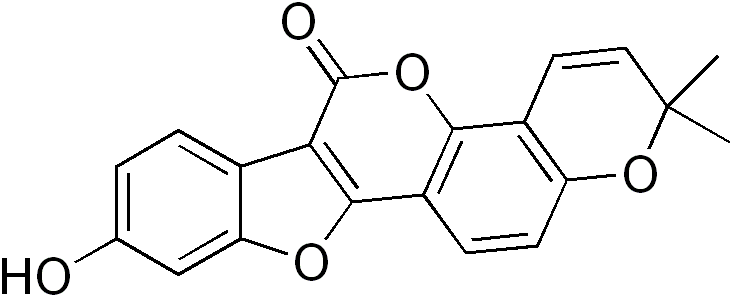